# Storie (Polibio)
Le Storie (in greco antico: Ἱστορίαι?) sono un'opera storiografica dello storico greco Polibio di Megalopoli (206-124 a.C.).

## Libri superstiti e struttura dell'opera
Composte in prosa, erano suddivise in quaranta libri, dei quali solo i primi cinque sono pervenuti a oggi nella loro interezza e narravano la storia universale del periodo fra il 264 e il 146 a.C., incentrandosi sul percorso di Roma verso l'egemonia sul mar Mediterraneo.
Nello specifico, i primi cinque libri sono pervenuti integri, mentre gran parte dei libri VI-XVIII è giunta sotto forma di estratti conservati nelle biblioteche di Costantinopoli. Degli altri libri, restano frammenti più o meno lunghi.
I testi di Polibio rimasero, tuttavia, sconosciuti in gran parte dell'Europa fino al XIV secolo. Lo storico statunitense Jack H. Hexter ha suggerito che Niccolò Machiavelli potesse conoscerne alcuni passi, in particolare quelli del VI libro riguardanti la natura composita della costituzione romana. Da quel momento in poi il testo divenne conosciuto in tutta l'Europa; echi delle teorie polibiane compaiono nelle opere di autori come Montesquieu, ma anche nella Costituzione degli Stati Uniti d'America.
Polibio inizia la trattazione dall'anno 264 a.C. e la termina nel 146 a.C. Nucleo centrale delle Storie è l'ascesa di Roma da potenza locale dell'Italia centro-meridionale a potenza egemone del Mediterraneo: l'opera narra, infatti, con particolare attenzione i cinquantatré anni, tra il 220 e il 167 a.C., durante i quali Roma, con le vittorie nella seconda guerra punica, nelle prime tre guerre macedoniche e nella guerra contro Antioco III e lega etolica, impose il suo potere su Cartagine, sul regno di Macedonia e sull'Impero seleucide.
I primi cinque libri costituiscono sia l'introduzione che lo sfondo degli anni di cui si è occupato, includendo perlopiù le questioni del momento riguardanti le nazioni importanti dell'epoca, l'antico Egitto, la Grecia e la Spagna e tratta ampiamente della prima e della seconda guerra punica. 
La narrazione viene interrotta dapprima nel libro VI, laddove, prendendo spunto dal risollevarsi di Roma dopo la battaglia di Canne, viene descritta, come motivo di esso, la costituzione dei Romani, delineando i diversi poteri dei consoli, del senato e del popolo. Polibio giunge alla conclusione, in virtù della sua concezione, che è proprio su questa "costituzione mista" che si basano i successi dei romani.
Il resto dell'opera è l'esposizione delle questioni durante il suddetto periodo critico di 53 anni; dall'esame delle parti del testo giunte fino a noi, i brani di particolare interesse sono le trattazioni su Annibale e Scipione e un'ulteriore, rilevante, digressione dal suo tema, incentrata sulle mancanze dello storico Timeo: infatti, nel libro XII, Polibio discute il valore del particolare stile storico di Timeo, per evidenziarne le mancanze.

## Concezioni della storia e metodo
L'opera di Polibio presenta, inoltre, un notevole interesse per il discorso sulla Τύχη (Tyche) o fortuna, il discorso sulla costituzione mista della res publica romana e il tema, sotteso ad ogni passaggio, del ruolo dello storico "pragmatico".
Tyche, che indica destino o fortuna, gioca un ruolo fondamentale nella comprensione della concezione della storia di Polibio ed è utile per sviluppare il modo d'intendere questo concetto nel periodo ellenistico.
Tale concetto assume un doppio significato nell'opera polibiana, in quanto prima di tutto intesa come la forza con cui le cose accadono, o la casualità o fortuna che dir si voglia. Ma Polibio concepisce anche una componente divina di Tyche, che era una convenzione ellenistica. Questa sua personificazione è particolarmente interessante, perché a volte Polibio la impiega per giustificare fatti tutto sommato sensati, piuttosto che considerarli come l'insieme di decisioni legittime prese da parte delle persone coinvolte a qualunque titolo. Pertanto, Tyche rappresenta una forza elementare che è un modo di intendere il nesso di causalità; al tempo stesso personifica una divinità capricciosa in natura e può essere vista come una sorta di "nemesi storica".
L'analisi di Tyche, dunque, costituisce per Polibio l'impulso ad iniziare il suo lavoro; studiando gli eventi "fortunati", che conducono Roma alla dominazione sul mondo abitato, Polibio è indotto a considerare la sorte come una componente integrante per la comprensione di quei fatti storici. A causa di questa concezione diventa necessario per Polibio trattare la storia in modo universale, vale a dire dedicarsi ad essa non come un insieme di eventi che avvengono qua o là, ma analizzarli tenendone presente il quadro complessivo.
Inoltre, di notevole interesse nell'opera polibiana è la valenza della forma di governo.

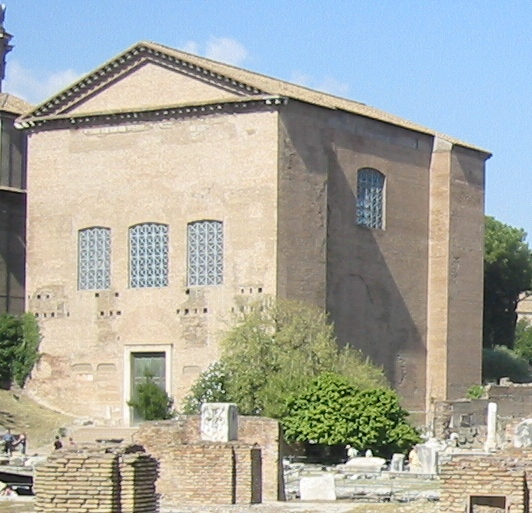
La Curia Iulia nel Foro Romano, la sede del Senato romano

Nel libro VI, infatti, Polibio imposta una digressione sulla costituzione romana per dimostrarne il suo fondamento "composito". Lo scopo di ciò è insito nella natura pragmatico-speculativa del suo lavoro e, in particolare, nella natura dei suoi lettori, i Greci.
Infatti, la concezione politica dell'epoca, di matrice aristotelica, teorizzava che la forza di uno stato si manifestasse nella forza della sua costituzione, sicché Polibio, per "giustificare" Roma di fronte ad un pubblico ellenocentrico, riprende la concezione della "costituzione mista", vista come la costituzione più solida, dato che combina le tre componenti del governo, ossia la monarchia, l'aristocrazia e la democrazia. Polibio, inoltre, distingue ulteriormente le forme di governo, includendovi le omologhe al negativo di quelle sopraccitate, la tirannia, l'oligarchia, e l'oclocrazia. Questi governi si avvicendano secondo il ciclo di Polibio in un processo chiamato anaciclosi, che inizia con la monarchia e finisce con l'oclocrazia.
Il modello della Repubblica romana, in questo contesto, evita questo problema, costituendo una miscela delle tre forme di governo. I consoli rappresentano la monarchia, comandano l'esercito e governano le spese di Roma (un'eccezione di rilievo all'autorità consolare è rappresentata dai tribuni della plebe). Il Senato è responsabile per la nomina e l'elezione dei consoli e dei censori ed è la forza trainante degli affari che si svolgono in città e in materia di politica estera. Naturalmente, tutto ciò non può avvenire senza il vaglio del popolo e nessuno si può insediare in qualunque carica senza il voto del popolo. È in questo modo, per come viene compreso da Polibio, che la forza dello stato romano viene evidenziata come coesione.

## Traduzioni italiane
- Storie, traduzione di Giovanni Battista Cardona, 2 voll., Collana Biblioteca Storica, Napoli, Edizioni Scientifiche Italiane, 1948-49.
- Storie, Introduzione, traduzione e note di Carla Schick, 3 voll., Collana Biblioteca Moderna, Milano, A. Mondadori, 1955-58. (Nuova edizione, con introduzione di Gianfranco Zelasco e testo greco a fronte, Milano, Mondadori, 1970-88, Collana Oscar).
- Storie, traduzione di Fausto Brindesi, 3 voll., Biblioteca Universale Rizzoli n.1775-1786, Milano, Rizzoli, 1958-61.
- Storie, a cura di Roberto Nicolai, 4 voll., Collana Grandi Tascabili Economici, Roma, Newton, 1975-2006.
- Storie, Libri I-XL, traduzione di A. Vimercati, a cura di N. Criniti e D. Golin, Collana Classici di Storia, Milano, Rusconi, 1987, ISBN 978-88-18-16002-4.
- Storie, Collana Classici, Torriana, Orsa Maggiore, 1991, ISBN 978-88-239-0190-2. (Traduzione parziale)
- Storie, Volume primo (Libri I-II), a cura di Domenico Musti, Introduzione di Domenico Musti, traduzione di Manuela Mari, note di John Thornton, Testo greco a fronte, Collana Classici greci e latini, Milano, BUR, 2001, ISBN 88-17-12702-7.
- Storie, Volume secondo (Libri III-IV), a cura di Domenico Musti, traduzione di Manuela Mari, note di John Thornton, Testo greco a fronte, Collana Classici greci e latini, Milano, BUR, 2001, ISBN 88-17-12703-5.
- Storie, Volume terzo (Libri V-VI), a cura di Domenico Musti, traduzione di Manuela Mari, note di John Thornton, Testo greco a fronte, Collana Classici greci e latini, Milano, BUR, 2002, ISBN 88-17-12843-0.
- Storie, Volume quarto (Libri VII-XI), a cura di Domenico Musti, traduzione di Manuela Mari, note di John Thornton, Testo greco a fronte, Collana Classici greci e latini, Milano, BUR, 2002, ISBN 88-17-10026-9.
- Storie, Volume quinto (Libri XII-XVIII), a cura di Domenico Musti, traduzione di Manuela Mari, note di John Thornton, Testo greco a fronte, Collana Classici greci e latini, Milano, BUR, 2003, ISBN 88-17-10744-1.
- Storie, Volume sesto (Libri XIX-XXVII), a cura di Domenico Musti, traduzione di Manuela Mari, note di John Thornton, Testo greco a fronte, Collana Classici greci e latini, Milano, BUR, 2004, ISBN 88-17-10745-X.
- Storie, Volume settimo (Libri XXVIII-XXXIII), a cura di Domenico Musti, traduzione di Manuela Mari, note di John Thornton, Testo greco a fronte, Collana Classici greci e latini, Milano, BUR, 2005, ISBN 88-17-00042-6.
- Storie, Volume ottavo (Libri XXXIV-XL), a cura di Domenico Musti, traduzione di Antonella Lucia Santarelli e Manuela Mari, note di John Thornton, Testo greco a fronte, Collana Classici greci e latini, Milano, BUR, 2006, ISBN 88-17-00043-4.